# Sigfried Giedion
Sigfried Giedion, född 14 april 1888 och död 10 april 1968, var en schweizisk konsthistoriker och arkitekturteoretiker.
Giedion föddes i Prag i dåvarande Böhmen och studerade konsthistoria och arkitektur vid universitetet i Zürich under Heinrich Wölfflin. Därefter åkte han till USA och studerade vid MIT och Harvard. Efter att under 1910- och 1920-talen främst ha intresserat sig för den historiska arkitekturen fördjupade han sig i samtida arkitektur och modernistisk arkitekturteori under slutet av 1920-talet.
År 1928 var han med och grundade den inflytelserika modernistiska tankesmedjan Congrès Internationaux d'Architecture Moderne (CIAM) där han blev den förste generalsekreteraren. Under 1940-talet publicerades hans magna opera Space, Time & Architecture (1941) och Mechanization Takes Command (1948), vilka sedermera blivit standardverk inom den modernistiska arkitekturhistorien. Sigfried Giedions verk finns inte översatta till svenska.

## Litterära verk
- Spätbarocker und romantischer Klassizismus, 1922
- Space, Time & Architecture: the growth of a new tradition, 1941 - Harvard University Press
- Mechanization Takes Command: a contribution to anonymous history, Oxford University Press 1948
- Architecture, You and Me: The Diary of a Development, Harvard UP 1958
- The Eternal Present, 1964